# Дервиш баня (Кюстендил)
Дервиш баня е средновековна османска обществена баня в град Кюстендил. Завършването на строителството ѝ съвпада със смъртта на Сюлейман Великолепни през "великолепния век".

## Местоположение, история и архитектурни особености
Намира се в централната част на град Кюстендил. Построена е през 1566 г., видно от цифров надпис от червени тухли на фасадната стена на банята. Върху същата фасадна стена са вградени още два тухлени надписа, посочващи годините 1604 г. и 1835 г., които вероятно указват на последващи ремонти на сградата. Банята е изградена от ломени каменни блокове и червени тухли. При строежа са използвани материали от стени на средновековековната крепост. Най-голямото помещение е къпалнията с осмоъгълен басейн в средата, покрито с извисен купол с кръгли отвори за осветление. Съблекалнята е по-опростена и с правоъгълна форма, но не е запазена.
Наименованието на банята е свързано с думата „дервиш“. При бекташите дервиш е една от четирите низши степени за послушници — ашък, талиб, мухиб и дервиш.
Функционира повече от 400 години – до 1992 г. През 2005 г. е цялостно реставрирана. Архитектурен паметник на културата.